# AMR 35
Кулеметна розвідувальна машина, модель 1935 (фр. Auto-mitrailleuse de reconnaissance), AMR 35, відомий також як ZT — французький легкий танк 1930-х років. Був покращеною версією більш раннього AMR 33 і також призначався для використання в ролі розвідувального танка кавалерійських з'єднань. Розроблений фірмою «Рено», серійно вироблявся з 1935 року до капітуляції Франції в 1940 році. Всього було випущено 213 AMR 35 в декількох варіантах. Вони використовувалися французькими військами у Другій світовій війні, у тому числі в боях літа 1940 року, а після капітуляції Франції велика частина цих танків була захоплена німецькими військами та використовувалася згодом вже ними (як гусенична база для 8-см міномета).

## Опис конструкції
Корпус і башта танка збиралися на кутовому каркасі з сталевих броньових листів за допомогою заклепкових з'єднань. Бронелисти мали раціональні кути нахилу. Башта танка разом з відділенням управління та бойовим відділенням була зміщена щодо поздовжньої осі до лівого борту, а двигун Renault — до правого. Кулемет монтувався у башті в спеціальній кульовій установці. Екіпаж танка становив дві людини. Один з них виконував функцію водія та розміщувався в корпусі машини попереду ліворуч, майже перед самою баштою. Інший член екіпажу виконував функцію командира та перебував у башті, ведучи в разі потреби вогонь зі штатного озброєння — кулемета Reibel калібру 7,5 мм з боєзапасом 2500 патронів або великокаліберного 13,2-мм кулемета Hotchkiss з боєкомплектом в 750 патронів на версіях пізнього випуску.

## Модифікації
- AMR 35 ZT 1 — перша серійна модифікація з озброєнням з 7,5-мм кулемета Reibel або 13,2-мм кулемета Hotchkiss, встановленого у башті Avis No.1 або No.2 відповідно. Випущено 167 одиниць (87 та 80), при цьому 57 танків із баштою Avis No.1 оснащувалися радіостанцією ER 29 над правим крилом.
- AMR 35 ADF 1 — командирський варіант попередньої модифікації, оснащений радіостанціями ER 29 (штирьова, над правим крилом) та ER 26 (рамкова, на рубці), замість башти встановлена збільшена двомісна нерухома рубка з кулеметом FM 24/29. Випущено 13 одиниць.
- AMR 35 ZT 2 — модифікація з 25-мм напівавтоматичною гарматою SA 35, встановленою у збільшеній та переробленій башті APX 5 зі спареним 7,5-мм кулеметом Reibel. Боєкомплект складав 50 пострілів. Випущено 10 одиниць.
- AMR 35 ZT 3 — модифікація з 25-мм напівавтоматичною гарматою SA 35 та спареним кулеметом Reibel, встановленою в корпусі праворуч від водія, замість башти – командирська башточка. Боєкомплект складав 80 пострілів. Випущено 10 одиниць.
- AMR 35 ZT 4 — колоніальна модифікація з переробленою системою охолодження та додатковими повітрозабірниками на бортах корпусу. Початковий контракт передбачав 55 танків, з них 12 з гарматними баштами FT, 6 з кулеметними баштами FT і 37 з баштами Avis No.1, всі з радіостанціями, проте на момент вторгнення Німеччини було закінчено лише 3 готові танки з баштами Avis No.1 і 37 корпусів, пізніше як мінімум ще кілька корпусів були оснащені баштами Avis No.1 німецькими силами, а один був перероблений до мінометної САУ.
- Renault YS — штабна машина зв'язку, що використовує двигун і ходову AMR 35, але має спеціальну чотиримісну рубку замість башти та озброєння, а двигун перенесено вперед. Було випущено 10 екземплярів у трьох конфігураціях радіообладнання: Type C (4 штуки для кавалерії, радіостанції ER 26 та ER 29, одна штирьова антена на даху), Type E (4 штуки, по дві для піхоти та ВПС, радіостанції ER 26 та R 15 , одна коротка штирьова антена на даху з трьома виходами в корпус) і Type G (2 штуки для бронетанкових сил, радіостанції ER 51 і R 15, одна штирьова антена як у Type C на даху і одна рамкова антена вздовж лівого борту).

## Служба та бойове застосування

### Організаційна структура
На початок Другої світової війни у вересні 1939 р. французькі збройні сили налічували 139 AMR 35 трьох модифікацій: 129 AMR 35 ZT 1 і 10 AMR 35 ZT 2/AMR 35 ZT 3. Вони входили до складу наступних підрозділів:
- 1-й моторизований драгунський полк Regiment Dragons Portes (RDP) 1-ї механізованої дивізії кавалерії Division Légère Mecanique (DLM) — 69 машин.
- 4-й RDP 2-й DLM — 69 машин.
- 7-а танкова група розвідки Groupe de Reconnaissance de Division d'Infanterie (GRDI) 1-ї механізованої піхотної дивізії кавалерії[1]  Division d 'Infanterie Mecanique (DIM) — 4 машини.
- 6-а танкова розвідувальна група GRDI 3-й DIM — 4 танки AMR 35 модифікацій ZT 2/ZT 3.

### Трофейні машини
У німецькій армії танки AMR 35 (Renault ZT) використовувалися під позначенням Panzerspähwagen ZT I 702 (f), як правило, для тилових та утилітарних завдань, оскільки як повноцінні танки вони практично не несли користі. Як мінімум один AMR 35 ZT 4 був переобладнаний в самохідний міномет s.Gr.W. 34, при цьому міномет встановлений замість вежі у відкритій зверху та ззаду рубці з листів сталі.